# Qiaosi, Zhejiang
Qiaosi är en köpinghuvudort i Kina. Den ligger i provinsen Zhejiang, i den östra delen av landet, omkring 16 kilometer nordost om provinshuvudstaden Hangzhou. Antalet invånare är 103 911. Befolkningen består av 50 060 kvinnor och 53 851 män. Barn under 15 år utgör 8,0 %, vuxna 15-64 år 86 %, och äldre över 65 år 4,0 %.
Runt Qiaosi är det mycket tätbefolkat, med 1 463 invånare per kvadratkilometer. Närmaste större samhälle är Hangzhou, 13,5 km sydväst om Qiaosi. Trakten runt Qiaosi består till största delen av jordbruksmark.
Genomsnittlig årsnederbörd är 1 869 millimeter. Den regnigaste månaden är juni, med i genomsnitt 328 mm nederbörd, och den torraste är november, med 74 mm nederbörd.